# Suojärvi (sjö i Finland, Norra Österbotten, lat 64,45, long 26,00)
Suojärvi är en sjö i Finland. Den ligger i kommunen Siikalatva i landskapet Norra Österbotten, i den centrala delen av landet, 500 km norr om huvudstaden Helsingfors. Suojärvi ligger 91,2 meter över havet. Arean är 39,1 hektar och strandlinjen är 2,42 kilometer lång. Sjön  ingår i Siikajokis huvudavrinningsområde.   Den ligger vid sjön Järvitalonjärvi. I omgivningarna runt Suojärvi växer i huvudsak blandskog.